# Serixia nigrofasciata
Serixia nigrofasciata är en skalbaggsart som beskrevs av Maurice Pic 1926. Serixia nigrofasciata ingår i släktet Serixia och familjen långhorningar. Inga underarter finns listade i Catalogue of Life.